# دولورس إريكسون
دولورس إريكسون (بالإنجليزية: Dolores Erickson)‏ هي عارضة وفنانة أمريكية، ولدت في 1937.

## وصلات خارجية
- دولورس إريكسون على موقع ميوزك برينز (الإنجليزية)